# Sarae
Sarae is een bestuurslaag in het regentschap Bima van de provincie West-Nusa Tenggara, Indonesië. Sarae telt 6289 inwoners (volkstelling 2010).